# Ínia
Ínia (grec moderne : Ίνεια) est un village de Chypre de plus de 385 habitants situé dans le district de Paphos.